# Maiac
Maiac (ros. i ukr. Маяк, Majak) – miasto w Mołdawii, w Naddniestrzu, w rejonie Grigoriopol. W 2004 roku liczyło 1221 mieszkańców. W mieście znajduje się Centrum Radiowo-Telewizyjne Naddniestrza.